# 石川大我
石川 大我（いしかわ たいが、1974年7月3日 - ）は、日本の政治家。元参議院議員（1期）、元豊島区議会議員（2期）。

## 来歴
東京都豊島区西巣鴨に生まれる。豊島区立朝日小学校、豊島区立朝日中学校（現豊島区立巣鴨北中学校）、東京都立高島高等学校、明治学院大学法学部法律学科卒業。早稲田大学大学院政治学研究科公共経営専攻専門職学位課程修了。公共経営修士（専門職）。2000年（平成12年）4月から「高橋タイガ」名で同性愛に関する情報を提供する講演活動等を始める。2002年（平成14年）より石川大我として活動。その後、「ピアフレンズ」という当事者向けのイベントを主宰。2009年（平成21年）7月、ピアフレンズはNPO法人として登記、石川は代表理事に就任した。
2007年8月の東京プライドパレードにおいて社民党党首の福島瑞穂に呼びかけ、福島らと共に行進した。日本において政党党首がいわゆる「プライドパレード」に参加したのは初めてであったため、イギリスの当事者メディアなどがこれを報道し話題となった。
2008年（平成20年）からNHK教育テレビ「ハートをつなごう」（ゲイ/レズビアン編・LGBT編）に出演。
福島の秘書を務め、2010年に国会議員政策担当秘書の資格を取得。
2011年（平成23年）4月、豊島区議会議員選挙に社会民主党公認で出馬、1615票を獲得して定数36人のうち31位で当選した。これにより、同日中野区議に当選した石坂わたると共に、日本においてオープンリー・ゲイとして初めて公職に選出された。2005年に尾辻かな子大阪府議会議員が同性愛者であることを公表しているので、同性愛者として初の公職者ではない。
2013年（平成25年）9月、党首を辞任した福島の後任を決める2013年社会民主党党首選挙に立候補を表明。立候補に必要な党員200名の推薦署名を集め、もう一つの立候補要件である東京都連からの推薦も同月26日に得られたことで正式に立候補した。10月に行われた投票の結果2239票を獲得したが、9986票を獲得した吉田忠智に敗れた。
2014年（平成26年）12月、第47回衆議院議員総選挙に比例東京ブロックの社民党単独1位候補として立候補し、豊島区議会議員を失職。選挙の結果、落選。
2015年（平成27年）4月の第18回統一地方選挙において豊島区議会議員選挙に社民党公認で立候補し、定数36人のうち20位で当選。約5か月ぶりに豊島区議会議員に復帰。
2017年（平成29年）7月、他の地方議員らと「LGBT自治体議員連盟」を設立。
2018年（平成30年）2月、社民党を離党。同年11月、立憲民主党に入党。11月20日、2019年の第25回参議院議員通常選挙比例代表に党公認で立候補することが決定した。
2019年（令和元年）7月21日に行われた参院選で73,799票を得て初当選した。日本においてゲイ（男性同性愛）を公表して当選した国会議員は、石川が初めてとなる。
2020年（令和2年）9月15日、旧立憲民主党、旧国民民主党などが合流し、新「立憲民主党」が設立。石川も新党に参加。
2021年（令和3年）10月31日の第49回衆議院議員総選挙で立憲民主党は議席を「109」から「96」に減らし、11月2日、枝野幸男代表は引責辞任を表明。枝野の辞任に伴う代表選挙（11月30日実施）では西村智奈美の推薦人に名を連ねた。
2024年9月23日に実施された代表選挙では枝野幸男の推薦人に名を連ねた。
2025年7月20日に行われた第27回参議院議員通常選挙では比例区で84,721票を獲得したが、党内順位9位に対し党が確保した議席が7つに留まったため落選。

## 政策・主張
- 日本でも同性婚を認めるべき、とする。「LGBTであっても、同性婚ではなくてパートナー法があればいいんじゃないかという人もいるし、制度がなくても二人で生きていけばいいという人もいるし、パートナーを求めずに一人で生活をしたいという人もいます。そして、同性婚をしたいという人もいる。みなさんの希望が尊重され、それにフィットする法制度がある、というのが理想だと思います。」と述べる[15]。
- 2018年（平成30年）、第2回豊島区議会定例会（6月20日開会）に、「パートナーシップ宣誓制度」創設に関する請願と、区営住宅に同性パートナーも入居できるよう求める請願が提出される。定例会最終日の7月9日、石川は「まずは、カミングアウトしても不利益をこうむらない状態をつくり出す必要があります。カミングアウトする必要のない社会を目指すのならば、そのためにパートナー制度や区営住宅の入居を認め、ＬＧＢＴの人たちを行政の仕組みに包摂していくことが急務なのです」と発言し、全会一致による採択を訴えた[16]。自由民主党豊島区議団はこれに反対したが、他の会派はすべて賛成に回り、2つの請願はともに採択された[17]。同年9月の本会議で高野之夫区長が条例化を明言。
2019年（平成31年）3月22日、パートナーシップ制の制定と、性的少数者への差別を禁止する条項を加えた男女共同参画推進条例改正案が請願は反対した自民党も賛成に回り全会一致で可決[18]。同年4月1日、「パートナーシップ宣誓制度」は豊島区で導入された。
- 選択的夫婦別姓導入に「賛成」としている[19]。
- アニメ、ゲーム等の表現規制に反対[20]。

## 人物・エピソード
- 2023年4月6日の参院法務委員会において、立憲民主党と社民党との共同会派で裁判所職員定員法改正に反対する決定をしていたにもかかわらず、同会派の牧山弘恵、福島瑞穂とともに改正案の採決に賛成した。7日に行われた参院本会議の採決では3人とも棄権した[21]。

## 議員連盟
- 難民問題に関する議員懇談会（事務局長）
- アイヌ政策を推進する議員の会
- LGBTに関する課題を考える議員連盟（超党派）
- 花き産業振興議員連盟
- 公共事業チェック議員の会
- 自殺対策を推進する議員の会
- チャイルドライン支援議員連盟
- 日本プログレッシブ議員連盟
- 未来に向けてアジア相互理解を深める議員連盟
- 立憲民主党人権政策推進議員連盟
- 立憲民主党動物愛護議員連盟
- アムネスティ議員連盟
- 沖縄等米軍基地問題議員懇談会
- 原発ゼロ・省エネ100の会
- 参議院日仏友好議員連盟
- 世界連邦日本国会委員会
- 天文フロンティア議員連盟
- 日豪国会議員連盟
- ミャンマーの民主化を支援する議員連盟
- やきもの振興議員連盟
- 犬猫の殺処分ゼロをめざす動物愛護議員連盟
- 立憲民主党建設技能者の育成を支援する議員連盟
- 日本・台湾議員懇談会
- 司法書士制度を応援する立憲民主党議員懇談会
- 超党派花粉症対策議員連盟
- 立憲民主党国内酒業振興議員連盟

## 言動及び物議を醸した行動

### 桜を見る会 寿司の提供について
2019年11月には、安倍晋三総理主催の桜を見る会の前夜祭において高級寿司店（銀座久兵衛）の寿司が提供されていたと、同ホテル内テナントの寿司店の実名を含めて言及した。寿司店が提供を否定した後の取材に対しては、「同ホテル宴会担当男性職員から直接議員会館内（参議院議員会館1113号室）にて、『ホテルニューオータニ宴会時に寿司や巻物が提供されることがあれば、当寿司店（銀座の店舗ではなく、当該ホテル内銀座久兵衛）からの提供が確実である』との旨を確認した上での話を伝えたのである。」とした上で「（他店舗に）誤解を与えたのであればおわび申し上げます」と釈明した。指摘のあった高級寿司店本店（ホテル内テナント店ではない）は、取材に対し謝罪は行われていないと答えている。

### 警察官とのトラブル
2020年3月20日の深夜、東京都新宿区新宿二丁目の路上にて、石川が警邏中のパトロールカーを動画で撮影し、警察官と揉める騒動が起きた。この際、警察官に対して「俺は国会議員だぞ」と自らの立場を示唆した威圧的な言動をしたとされたが、石川本人はアサ芸ビズの取材に対し、「揉めていたという認識はない」、警察官の対応について納得できない点は「特にない」と文書で回答した。騒動前の最後の石川のツイートには、説明責任を問う声が1,000件以上寄せられた。

### クルド人支援デモへの参加
2020年5月には、警視庁渋谷警察署員等による威圧的な職務質問を受けたなどと主張するクルド人男性によってSNSに投稿された動画を発端とした抗議デモに参加。石川は「男性本人から国会内で説明を受け、また職務質問時の動画を確認した上で、警察による行き過ぎた行為（動画撮影中の携帯電話を警察官が取り上げ、動画の削除を試みようとした点等）があったと判断した」と参加理由を述べた。当該男性が東京都に損害賠償請求を行い2022年12月14日に勝訴。その後、2023年11月22日の東京高裁においても一審の地裁判決を支持し、勝訴。東京都は敗訴した。

### 救急隊員への発言
2021年8月8日夜、石川の知人であった男性が、新宿区の新型コロナ陽性判定を受け、病院への搬送を求めて119番通報（3回目）。現場にて救急隊員が男性のバイタルのみを検査。検査結果から保健所は「直ちに病院に搬送する状態ではない」と判断したが、秘書と共に現場に来た石川は動画を撮影しながら「搬送しなければ、この動画をSNSでさらすぞ！」と猛抗議を行ったと報じられた（石川及び秘書は救急隊員到着前に現場入りをしていた）。石川は取材に対してそのような言動を公式に否定している（石川の公式サイトに掲載）。当該男性は、その後重症化し、消防及び保健所判断にて救急搬送された。石川、秘書、当該男性の3名がそれぞれ四谷消防署及び中野消防署（当日の担当署）に対して、活動記録及び保有個人情報の開示請求を行なったが活動記録には上記言動の記載は認められなかったが、当日の現場でのやり取りに関しては、消防庁に報告書が上げられていると報じられた。

### 支援を行った外国人男性に性犯罪の前科があったことについて
石川は2021年10月から東京入管をたびたび訪問し、収容中のスリランカ国籍の40代男性を支援し、早期に仮放免するよう当局に申し入れ、Twitter上でも支援を訴えていた。だが、そのスリランカ人男性は過去に二度の性犯罪を起こして懲役の実刑を受けていたと報じられた。警察関係者によると「2000年に90日間の短期ビザで来日、その後、不法在留のまま日本にとどまっていたが、強制わいせつ致傷事件を起こし2005年に懲役4年の有罪判決を受けています」とされ、2008年に府中刑務所を出所し、東京入管局に収容され、そのまま強制送還される予定だったが、難民認定申請を行うことでそれを免れようとしたとされる。2008年に1度目の申請をしたものの却下。すぐに異議申し立てを行いそれも却下されると、2010年に2度目の難民認定申請。再び却下されると、また異議を申し立てたが、入管も認定しなかった。2011年7月にこのスリランカ人男性は仮放免されたが、仮放免中の2013年に千葉県の山中に10代の知人少女を連れ込み、無理やり性行為をしようとして強姦致傷罪で逮捕された。犯人は嫌がる少女の携帯電話を取り上げ、『大声を出してもどうにもならないよ』などと脅迫。『1回だけ、1回だけ。入れたら気持ちよくなるから』などと言いながら少女を2度にわたって押し倒し、ズボンと下着を引き下ろすなどの暴行を加え、少女は全治2週間のケガを負った。犯人は捜査段階では犯行を認めたものの、一審では「自分が交際していた別の日本人女性とのトラブルと勘違いした」などと一転して否認。有罪判決を受けると、控訴審では「女性は自分に好意を抱いており合意だった」とまた主張を変えた。最高裁まで争ったが、2015年に懲役6年の刑が確定した。前橋刑務所で服役し、2020年に出所すると再び入管へ収容されたが、強制送還されそうになると、21年に6月に3度目の難民認定申請を行っていた。この内容について、デイリー新潮は石川に質問状を送り、このスリランカ人40代男性が過去起こした事件を知った上で支援したのか、支援を呼びかけた責任についてどう考えているのか等を質問したところ、石川側より「お尋ねの男性と実際に面会でお会いをし、健康状態の悪化から、収容の継続は適切でないと考えました。当該男性の前科の有無等については、当職はお答えする立場にありません」と書面で解答があった。

## 家族
父親は昭和期の俳優だった石川博。

## 著書
単著
- 『ボクの彼氏はどこにいる？』（講談社、2002/7、ISBN 4062114097）
- 『ボクの彼氏はどこにいる？』（講談社文庫、2009/3/13、ISBN 978-4062762939）
- 『ゲイのボクから伝えたい「好き」の？がわかる本』（太郎次郎社エディタス、2011/1/11、ISBN 978-4811807423）

共著
- 伊藤悟、大江千束、小川葉子、石川大我、簗瀬竜太、大月純子、新井敏之『同性愛って何？―わかりあうことから共に生きるために』緑風出版、2003年4月。ISBN 978-4846102203。
  - 伊藤悟、三宅大二郎、大江千束、小川葉子、石川大我、簗瀬竜太、大月純子、新井敏之『新 同性愛って何？―わかりあうことから共に生きるために』緑風出版、2017年3月。ISBN 978-4846117030。
- 『セクシュアルマイノリティをめぐる学校教育と支援〜エンパワメントにつながるネットワークの構築にむけて』(加藤慶・渡辺大輔編著/尾辻かな子ほか著)社団法人日本図書館協会選定図書（開成出版、2010年、ISBN 9784876034284）
- 『セクシュアルマイノリティをめぐる学校教育と支援・増補版〜エンパワメントにつながるネットワークの構築にむけて』(加藤慶・渡辺大輔編著/尾辻かな子ほか著)社団法人日本図書館協会選定図書（開成出版、2012年）

## 出演

### テレビ番組
- NHK教育
  - 「ETVワイド　ともに生きる」
  - 「ハートをつなごう」 
    - 同性愛編
    - LGBT編
- TBS系列
  - 「ニュース探究ラジオ Dig」(ラジオ）
  - 「News Birds」  (テレビ）
- テレビ朝日系列
  - 「ワイド!スクランブル」

### ウェブ番組
- ポリタスTV（YouTube）

## 選挙歴
| 当落 | 選挙                     | 執行日         | 年齢 | 選挙区           | 政党         | 得票数    | 得票率 | 定数 | 得票順位 /候補者数 | 政党内比例順位 /政党当選者数 |
| ---- | ------------------------ | -------------- | ---- | ---------------- | ------------ | --------- | ------ | ---- | ------------------ | ---------------------------- |
| 当   | 2011年豊島区議会議員選挙 | 2011年4月24日  | 36   | ーー             | 社会民主党   | 1615票    | ーー   | 36   | 31/53              | /                            |
| 落   | 第47回衆議院議員総選挙   | 2014年12月14日 | 40   | 比例東京ブロック | 社会民主党   | ーー票    | ーー   | 17   | 1/1                | 1/0                          |
| 当   | 2015年豊島区議会議員選挙 | 2015年4月26日  | 40   | ーー             | 社会民主党   | 1837票    | ーー   | 36   | 20/55              | /                            |
| 当   | 第27回参議院議員通常選挙 | 2025年07月20日 | 45   | 参議院比例区     | 旧立憲民主党 | 7万3799票 | ーー   | 50   | 7/22               | 7/8                          |
| 落   | 第27回参議院議員通常選挙 | 2025年07月20日 | 51   | 参議院比例区     | 立憲民主党   | 8万4721票 | ーー   | 50   | 9/22               | 9/7                          |